# Historique de la draft des Raptors de Toronto
Le tableau suivant établit l'historique des sélections de la draft des Raptors de Toronto, au sein de la National Basketball Association (NBA) depuis 1995. 
Ils ont également réalisé une draft d'expansion en 1995, où ils ont sélectionné des joueurs pour réaliser leurs débuts dans la ligue. 

## Légende
|  | Joueur intronisé au Basketball Hall of Fame          |
|  | Joueur sélectionné en premier choix lors de sa draft |
|  | Joueur ayant participé au NBA All-Star Game          |

## Sélections

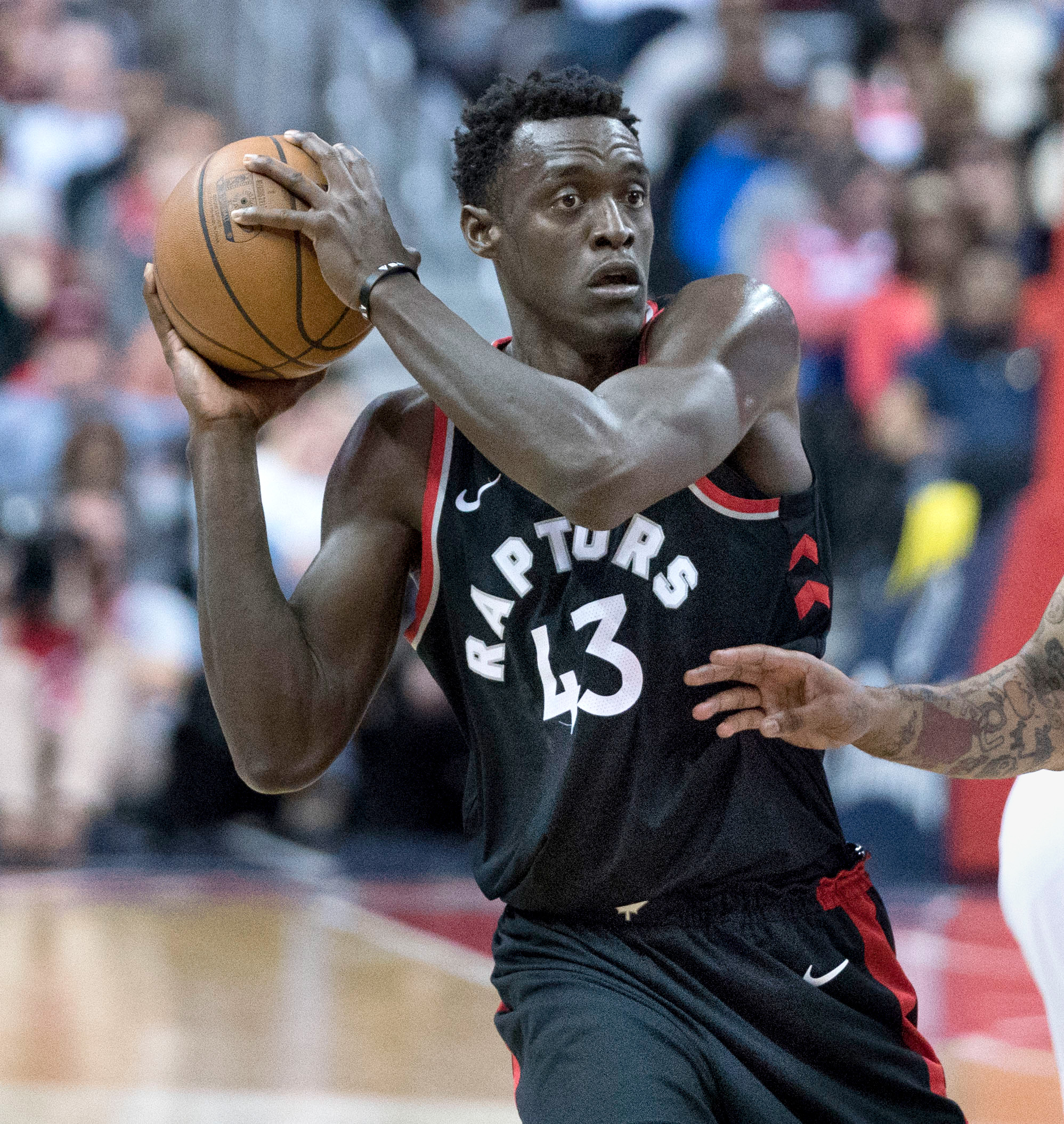
Pascal Siakam, sélectionné en 2016.

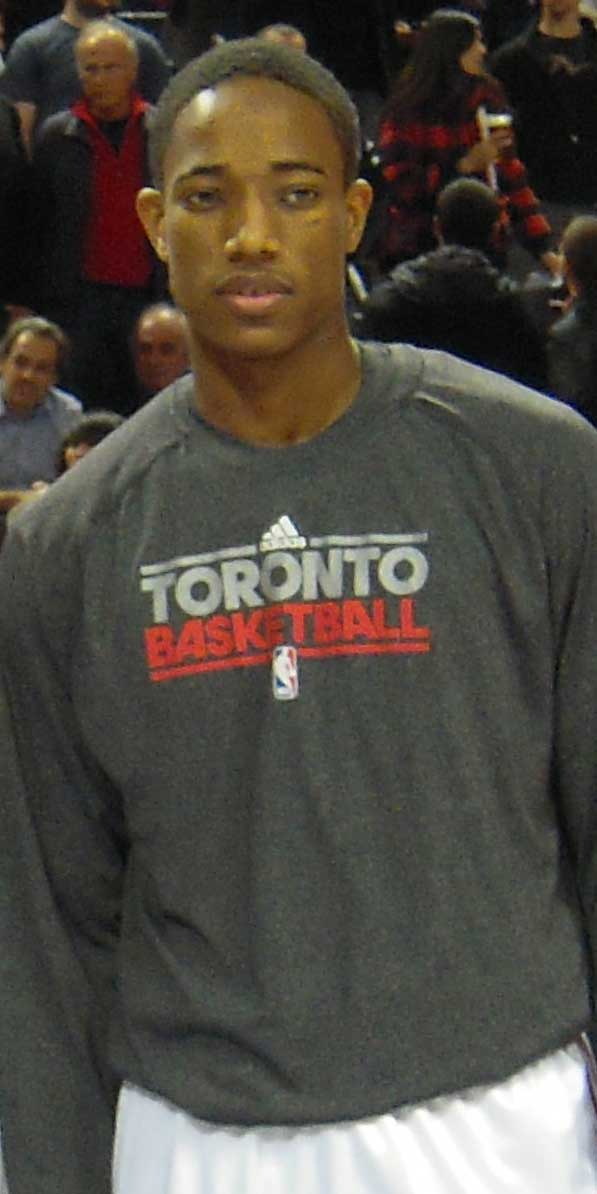
DeMar DeRozan, sélectionné en 2009.

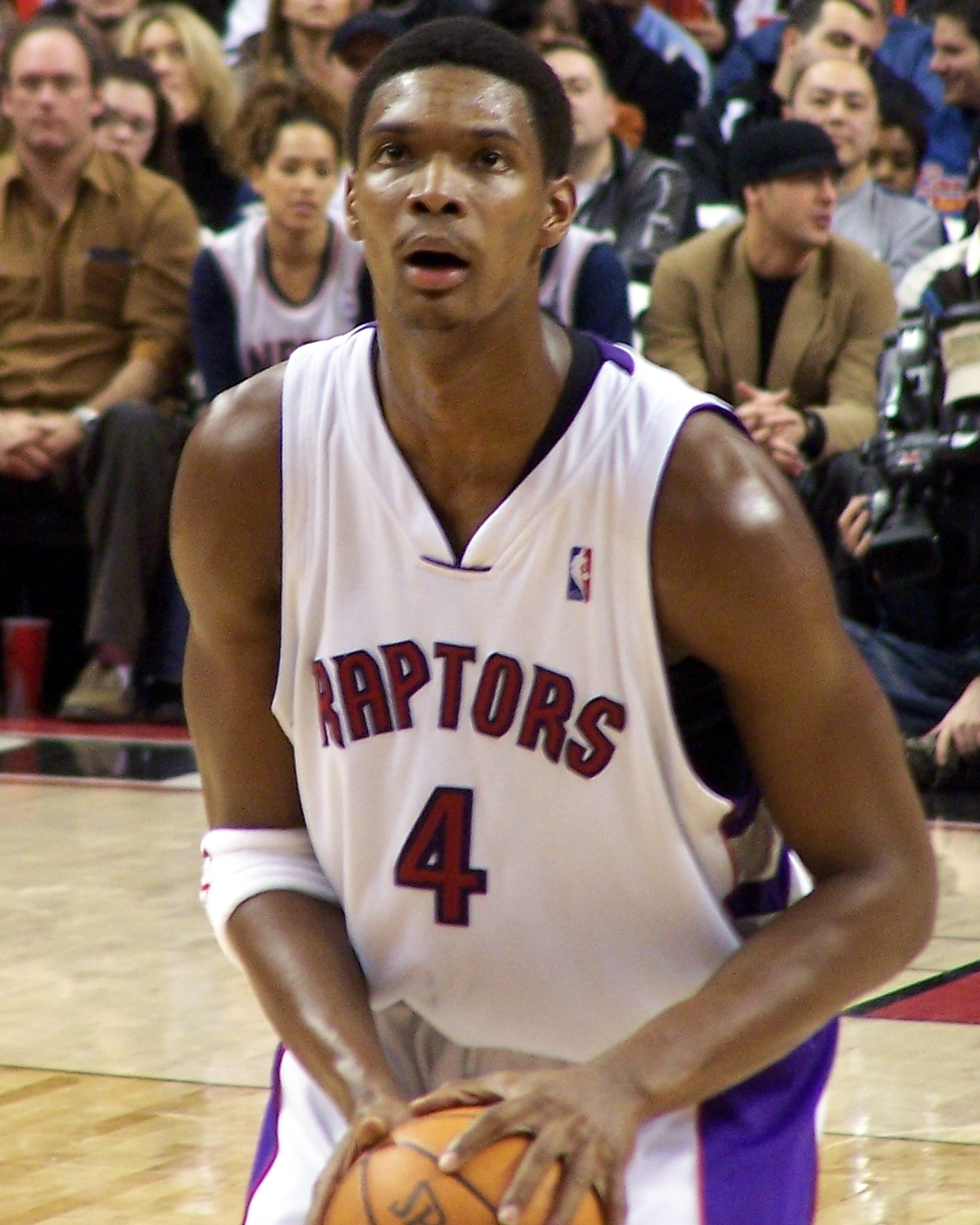
Chris Bosh, sélectionné en 2003.

| Année | Tour | Choix | Nom du joueur        | Provenance                         |
| ----- | ---- | ----- | -------------------- | ---------------------------------- |
| 2024  | 1    | 19    | Ja'Kobe Walter       | Bears de Baylor                    |
| 2024  | 2    | 31    | Jonathan Mogbo       | Dons de San Francisco              |
| 2023  | 1    | 13    | Gradey Dick          | Kansas                             |
| 2022  | 2    | 33    | Christian Koloko     | Arizona                            |
| 2021  | 1    | 4     | Scottie Barnes       | Florida State                      |
| 2021  | 2    | 46    | Dalano Banton        | Nebraska                           |
| 2021  | 2    | 47    | David Johnson        | Louisville                         |
| 2020  | 1    | 29    | Malachi Flynn        | San Diego State                    |
| 2020  | 2    | 59    | Jalen Harris         | Nevada                             |
| 2019  | 2    | 59    | Dewan Hernandez      | Miami                              |
| 2017  | 1    | 23    | OG Anunoby           | Indiana                            |
| 2016  | 1    | 9     | Jakob Pöltl          | Utah                               |
| 2016  | 1    | 27    | Pascal Siakam        | New Mexico State                   |
| 2015  | 1    | 20    | Delon Wright         | Utah                               |
| 2014  | 1    | 20    | Bruno Caboclo        | Pinheiros (Brésil)                 |
| 2014  | 2    | 37    | DeAndre Daniels      | Connecticut                        |
| 2014  | 2    | 59    | Xavier Thames        | San Diego State                    |
| 2012  | 1    | 8     | Terrence Ross        | Washington                         |
| 2012  | 2    | 37    | Quincy Acy           | Baylor                             |
| 2012  | 2    | 56    | Tomislav Zubčić      | Cibona Zagreb (Croatie)            |
| 2011  | 1    | 5     | Jonas Valančiūnas    | Lietuvos Rytas (Lituanie)          |
| 2010  | 1    | 13    | Ed Davis             | North Carolina                     |
| 2009  | 1    | 9     | DeMar DeRozan        | USC                                |
| 2008  | 1    | 17    | Roy Hibbert          | Georgetown                         |
| 2006  | 1    | 1     | Andrea Bargnani      | Pallacanestro Treviso (Italie)     |
| 2006  | 2    | 35    | P. J. Tucker         | Texas                              |
| 2006  | 2    | 56    | Edin Bavčić          | KK Bosna (Bosnie)                  |
| 2005  | 1    | 7     | Charlie Villanueva   | Connecticut                        |
| 2005  | 1    | 16    | Joey Graham          | Oklahoma State                     |
| 2005  | 2    | 41    | Roko Ukić            | KK Split (Croatie)                 |
| 2005  | 2    | 58    | Uros Slokar          | Pallalcesto Amatori Udine (Italie) |
| 2004  | 1    | 8     | Rafael Araújo        | Brigham Young                      |
| 2004  | 2    | 39    | Albert Miralles      | Roseto Sharks (Italie)             |
| 2003  | 1    | 4     | Chris Bosh           | Georgia Tech                       |
| 2003  | 2    | 52    | Remon Van de Hare    | FC Barcelona (Espagne)             |
| 2002  | 1    | 20    | Kareem Rush          | Missouri                           |
| 2001  | 1    | 17    | Michael Bradley      | Villanova                          |
| 2000  | 1    | 21    | Morris Peterson      | Michigan State                     |
| 2000  | 2    | 46    | DeeAndre Hulett      | College of the Sequoias            |
| 1999  | 1    | 5     | Jonathan Bender      | Picayune Memorial High School      |
| 1999  | 1    | 12    | Aleksandar Radojević | Barton County CC                   |
| 1998  | 1    | 4     | Antawn Jamison       | North Carolina                     |
| 1998  | 2    | 47    | Tyson Wheeler        | Rhode Island                       |
| 1997  | 1    | 9     | Tracy McGrady        | Mt. Zion Christian Academy         |
| 1996  | 1    | 2     | Marcus Camby         | Massachusetts                      |
| 1995  | 1    | 7     | Damon Stoudamire     | Arizona                            |
| 1995  | 2    | 35    | Jimmy King           | Michigan                           |